# Cimitero monumentale di Catania
Il cimitero monumentale di Catania sorge in via Acquicella, nell'omonimo quartiere a nord della Zia Lisa, fu aperto nel 1866, su di un terreno che in precedenza apparteneva alle monache di Santa Chiara.

## Storia

### Premesse attraverso norme
L'editto di Saint Cloud emanato da Napoleone Bonaparte nel 1804 vietò che le sepolture fossero effettuate all'interno delle chiese e, dopo il Congresso di Vienna, il Regno delle Due Sicilie legiferò nel 1817 seguendo proprio le direttive ereditate dalla Francia. In questo periodo il duca di Sammartino propose al consiglio provinciale di realizzare un cimitero per ottemperare al termine ultimo del 1º gennaio 1831 fissato dal decreto reale del 12 dicembre 1828, il quale affermava che entro tale data fossero ultimati tutti i cimiteri del regno.

### Gli esperimenti e i tentativi falliti
Nel 1835 nella zona della Plaia si iniziò la costruzione di un camposanto, per far fronte alla grave epidemia di colera del 1837, l'incarico fu affidato a Sebastiano Ittar, ma il luogo scelto non fu molto idoneo in quanto il terreno era fortemente sabbioso e i cani riuscivano a dissotterrare i corpi, e quindi non era conforme alle direttive vigenti in materia.
A marzo del 1856, l'ingegnere Eligio Sciuto riceve l'incarico per redigere il progetto del cimitero che sarebbe sorto su di un terreno comunale, denominato "Fondo del Crocifisso", conforme ai regolamenti del regno, ma gli eventi politici accaduti nel 1860, quali lo sbarco a Marsala dei Garibaldini, la caduta dei Borboni e la costituzione del Regno d'Italia, ostacolano la prosecuzione del progetto.

### L'apertura ufficiale
Le leggi Siccardi del 1866 e del 1867 abolirono le corporazioni religiose e ne confiscarono i beni, tra i quali la tenuta di Santa Chiara, ove vi era un vigneto. Il terreno, ritenuto adatto alla costruzione del camposanto, sia per le caratteristiche tecniche, per la sua posizione geografica, si trovava in contrada Acquicella. All'epoca il centro abitato era distante circa un chilometro dal luogo dove sarebbe sorto il cimitero, inoltre la sua posizione era favorevole ai venti dominanti, condizione necessaria per rispettare appieno la legge sulla sanità pubblica del 20 marzo 1865 e il successivo regolamento dell'8 giugno di quello stesso anno.
Il cimitero aprì nel 1866, circoscritto da una recinzione in legno: ora non restava che provvedere al lato artistico del progetto, l'incarico di trovare un progettista fu dato all'ingegnere comunale Ignazio Landolina, che contattò dapprima il professor Mariano Falcini di Firenze, ma il suo progetto fu accantonato. In seguito la scelta cadde su Leone Savoja, che si era brillantemente occupato del cimitero monumentale di Messina; il 15 ottobre del 1871 fu emanata la delibera che rese Savoja ingegnere specialista per la sistemazione del camposanto.
Furono costruiti due ingressi, quello principale, costituito da un corpo di fabbrica in stile neoclassico a tre fornici chiusi da cancelli e quello secondario che dà accesso diretto al viale delle Confraternite. Il terzo ingresso in Via Acquicella fu realizzato negli anni sessanta del Novecento, grazie all'opera dell'allora Assessore ai Servizi Cimiteriali, Cav. Uff. Antonino La Rosa, a seguito dell'ampliamento del camposanto.
Nel 2017 fu approvato il "Regolamento cimiteriale e funebre di Polizia mortuaria" che unificava il regolamento del Cimitero (risalente al 1929) e quello dei trasporti funebri (redatto e approvato nel 1960 e successive modifiche): comprende 42 articoli con riferimenti al trattamento delle salme, ai trasporti funebri, alla concessione di aree e manufatti destinati alle sepolture, alla cremazione e conservazione, o eventuale dispersione, delle ceneri (individuando, nel caso della cremazione senza espressa volontà del defunto, anche chi ha diritto a decidere), le concessioni e le scadenze (compreso il destino di eventuali arredi funebri che rimarranno di proprietà del Comune), stabilendo di volta in volta come utilizzare le opere di valore artistico e storico e le cappelle sulle quali non ci siano vincoli. Nel 2022 il Consiglio comunale ha varato ulteriori modifiche con un nuovo "Regolamento dei servizi cimiteriali".

### Alcune opere d'arte
- La cappella Fichera (1915), la cappella Patanè (1918) e la cappella Fortuna (1927) realizzate dall'architetto Francesco Fichera;
- La cappella Sisto Alessi (1884), la cappella Spampinato (1900)[6] e la cappella Tomaselli (1905) dell'architetto Carlo Sada;
- La stele Cardone di Antonio Ugo;
- Monumento alla Sapienza di Enzo Assenza (1948).
- La biga di Morgantina

## Personaggi illustri sepolti nel cimitero
- Giovanni Auteri Berretta (1851 - 1929), avvocato e politico.
- Boris Bilinskij (1900 - 1948), scenografo, costumista e cartellonista cinematografico.
- Enrico Boggio Lera (1862 - 1956), fisico e matematico.
- Vitaliano Brancati (1907 - 1954), scrittore, sceneggiatore, drammaturgo e saggista.
- Brigantony (1948 - 2022), cantautore di musica popolare
- Antonio Canepa (1908 - 1945), militare, politico e politologo.
- Gabriele Carnazza (1871 - 1931), giurista, politico e imprenditore.
- Vincenzo Casagrandi (1847 - 1938), docente, storico e archeologo.
- Puccio Corona (1942 - 2013), giornalista e conduttore televisivo.
- Giuseppe de Felice Giuffrida (1859 - 1920), politico.
- Pietro Delogu (1857 - 1932), giurista e accademico.
- Federico De Roberto (1861 - 1927), scrittore, giornalista, drammaturgo.
- Filadelfo Fichera (1850 - 1909), ingegnere e architetto.
- Francesco Fichera (1881 - 1950), architetto, ingegnere e accademico.
- Francesco Paolo Frontini (1860 - 1939), compositore e direttore d’orchestra.
- Martino Frontini (1827 - 1909), compositore.
- Antonino Gandolfo (1841 - 1910), pittore.
- Giovanni Grasso (1873 - 1930), attore.
- Gilberto Idonea (1946 - 2018), attore.
- Luigi Marino  (1847 - 1912), filosofo, storico e letterato.
- Angelo Massimino (1927 - 1996), imprenditore, dirigente sportivo e presidente del Catania.
- Beppe Montana (1951 - 1985), poliziotto e commissario vittima di Cosa nostra.
- Angelo Musco (1871 - 1937), attore.
- Turi Pandolfini (1883 - 1962), attore.
- Ercole Patti (1903 - 1976), scrittore, giornalista, sceneggiatore.
- Giuseppe Pizzarelli (1848 - 1923), politico.
- Pietro Platania (1828 - 1907), compositore.
- Aldo Puglisi (1935 - 2024), attore.
- Mario Rapisardi (1844 - 1912), poeta, traduttore e docente.
- Giuseppe Sapienza (1884 - 1947), avvocato, sindacalista, politico e membro dell’Assemblea Costituente della Repubblica Italiana.
- Turi Scalia (1921 - 2002), attore e regista teatrale.
- Giovanni Verga (1840 - 1922), scrittore, drammaturgo e senatore.